# Karl Ferdinand Gutzkow

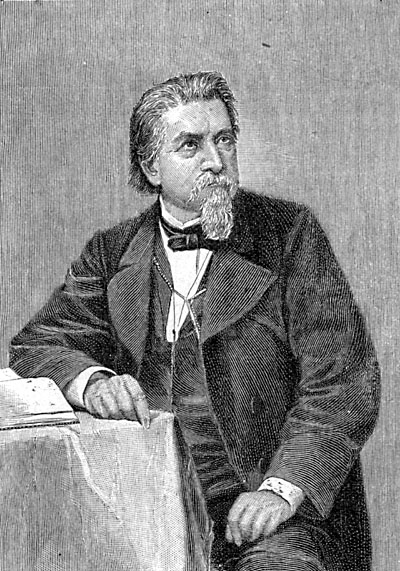
Karl Gutzkow

Karl Ferdinand Gutzkow (Berlim 17 de Março de 1811 — Sachsenhausen, 16 de Dezembro de 1878) foi um escritor, panfletista e jornalista alemão.
Foi um dos incentivadores do movimento da Jovem Alemanha. Seu romance Wally die Zweiflerin (Wallu, a Cética, 1835, atacava o casamento e provocou escândalo, causando a interdição por diversos anos das obras de todos os escritores da 'Jovem Alemanha'. Gutzkow chegou mesmo a ser preso por alguns meses. Em seguida, obteve uma colocação oficial no teatro da corte de Dresden, entre 1847 e 1849.
Como dramaturgo, escreveu peças teatrais satíricas e históricas, como Zopf und Schwert (Trança e espada, 1844) e Uriel Acosta (1847).
No entanto, Gutzkow foi, acima de tudo, um dos criadores do romance social alemão moderno com Die Ritter vom Geiste (Os cavaleiros do espírito, 1850), onde abordava a desilusão política dos alemães após a crise de 1848.